# Родионов, Пётр Георгиевич
Пётр Георгиевич Родионов — советский хозяйственный и политический деятель.

## Биография
Родился в 1920 году в селе Берёзовка. Член КПСС.
Окончил Горьковский речной техникум, Саратовский политехнический институт, ВПШ при ЦК КПСС.
Участник Великой Отечественной войны: старший адъютант 3-го танкового батальона 109-й танковой бригады 16-го танкового корпуса, 48-й танковой бригады 12-го гвардейского танкового корпуса
В 1946—1949 гг. — техник Саратовского речного порта.
В 1949—1959 гг. — инструктор, заведующий отделом Октябрьского райкома КПСС города Саратова, преподаватель, секретарь парткома Саратовского политехнического института, второй секретарь Октябрьского райкома КПСС города Саратова.
В 1959—1962 гг. — первый секретарь Волжского райкома КПСС города Саратова.
В 1962—1963 гг. — первый секретарь Саратовского горкома КПСС.
В 1963—1964 гг. — второй секретарь Саратовского промышленного обкома КПСС.
В 1964—1970 гг. — первый секретарь Саратовского горкома КПСС.
В 1970—1974 гг. — секретарь Саратовского обкома КПСС.
Избирался депутатом Верховного Совета РСФСР 6-7-го созывов. Делегат XXIII съезда КПСС.
Жил в Саратове.

## Награды
- Орден Отечественной войны I степени (24.08.1944, 05.03.1945, 23.12.1985)
- Орден Трудового Красного Знамени (1966, 25.08.1971)